# Nina Foch
Nina Foch (* 20. April 1924 als Nina Consuelo Maud Fock in Leiden, Südholland; † 5. Dezember 2008 in Los Angeles, Kalifornien) war eine US-amerikanische Film- und Theaterschauspielerin niederländischer Herkunft.

## Biografie
Nina Foch war die Tochter des niederländischen Komponisten Dirk Foch (1886–1973) und der Sängerin und Schauspielerin Consuelo Flowerton (1901–1965), die in den USA während des Ersten Weltkriegs bekannt war. Nina wuchs, obwohl in Holland geboren, in Manhattan auf. Sie hatte die Staatsbürgerschaften der Niederlande und der USA.
Vor ihrer Karriere bei Film und Theater versuchte sich Foch als Pianistin wie auch als Amateurmalerin. Sie erkannte jedoch bald, dass die Schauspielerei ihre wahre Leidenschaft war. Sie studierte an der American Academy of Dramatic Arts und unterschrieb 1943 bei Columbia Pictures ihren ersten Vertrag. Ihr Filmdebüt hatte sie bei dem 18-minütigen Western Wagon Wheels West. Im gleichen Jahr war sie in The Return of the Vampire zu sehen.
Foch feierte zuerst Erfolge bei Film und Fernsehen und erst im späteren Verlauf ihrer Karriere beim Theater. 1947 feierte sie ihr Debüt am Broadway. Ihre bekannteste Rolle dort war die der Cordelia in der 1950 zur Aufführung gebrachten Produktion von König Lear.
Ihre Filmkarriere war, von einigen Ausnahmen abgesehen, auf Fernsehserien und B-Movies beschränkt. Zu ihren bekanntesten Filmen zählen Ein Amerikaner in Paris von 1951, der 1956 produzierte Bibelfilm Die zehn Gebote und der vier Jahre später gedrehte Historienfilm Spartacus. 1955 war Nina Foch für ihre Rolle in Die Intriganten für den Academy Award in der Kategorie Beste Nebendarstellerin nominiert.
Selbst im hohen Alter agierte Foch noch vor der Kamera. So wirkte sie 2005/2006, mittlerweile 82 Jahre alt, in zwei Episoden von Navy CIS mit.
Ihre erste Arbeit hinter der Kamera hatte sie 1959 als Regieassistentin von George Stevens bei Das Tagebuch der Anne Frank. 1996 führte sie das einzige Mal Regie; in Zusammenarbeit mit Deborah Raffin verfilmte sie das Drama Family Blessings. Ab den 1960er Jahren arbeitete Foch zusätzlich als Schauspiellehrerin an der USC und am American Film Institute.
Sie war dreimal verheiratet. Ihre erste Ehe mit dem Filmschauspieler James Lipton hielt von 1954 bis 1959. Aus ihrer zweiten Ehe (1959–1963) mit Dennis Brito stammt ein Sohn, der heute praktischer Arzt ist. Mit dem Schauspieler Michael Dewell war sie von 1967 bis 1993 verheiratet. Sie lebte zuletzt im kalifornischen Beverly Hills.
Nina Fochs Filmschaffen wurde mit zwei Sternen auf dem Hollywood Walk of Fame geehrt.

## Filmografie (Auswahl)

### Spielfilme
- 1943: The Return of the Vampire
- 1945: Mein Name ist Julia Ross (My Name is Julia Ross)
- 1945: Polonaise (A Song to Remember)
- 1945: Escape in the Fog
- 1947: The Guilt of Janet Ames
- 1949: Alarm in der Unterwelt (The Undercover Man)
- 1951: Ein Amerikaner in Paris (An American in Paris)
- 1952: Scaramouche, der galante Marquis (Scaramouche)
- 1953: Sombrero
- 1954: Die Intriganten (Executive Suite)
- 1955: Schakale der Unterwelt (Illegal)
- 1955: Man ist niemals zu jung (You’re Never Too Young)
- 1956: Die zehn Gebote (The Ten Commandments)
- 1956: Die unsichtbare Front (Three Brave Men)
- 1960: Spartacus (Spartacus)
- 1975: Mahagoni (Mahogany)
- 1976: Die großen Houdinis (The Great Houdinis)
- 1988: Skin Deep – Männer haben’s auch nicht leicht (Skin Deep)
- 1991: Sliver
- 1997: Zwei Singles in L.A. (Til There Was You)
- 1998: Shadow of Doubt – Schatten eines Zweifels (Shadow of Doubt)
- 1998: Eisige Stille (Hush)
- 2002: Pumpkin

### Fernsehserien
- 1959: Tausend Meilen Staub (Rawhide, Folge: 20)
- 1967: Bonanza
- 1968: Mord nach Rezept (Prescription: Murder)
- 1969: Rauchende Colts (Gunsmoke)
- 1973/1976: Barnaby Jones (2 Folgen)
- 1986: Mike Hammer (Mickey Spillane’s Mike Hammer, Fernsehserie, eine Folge)
- 1988: Feuersturm und Asche (War and Remembrance, Miniserie, 2 Folgen)
- 1990: L.A. Law (L.A. Law)
- 1993: Stadtgeschichten (Tales of the City, 5 Folgen)
- 1991/1994: Mord ist ihr Hobby (Murder, She Wrote, 2 Folgen)
- 1999: Dharma und Greg (Dharma and Greg)
- 2005/2006: Navy CIS (Navy CIS: Naval Criminal Investigative Service, 2 Folgen)

## Auszeichnungen
- 1954: Spezialpreis der Jury der Filmfestspiele von Venedig für Die Intriganten (Schauspielensemble)
- 1954: National Board of Review Award als Beste Nebendarstellerin für Die Intriganten
- 1955: Oscar-Nominierung in der Kategorie Beste Nebendarstellerin für Die Intriganten
- 1980: Emmy-Nominierung in der Kategorie Beste Nebendarstellerin in einer Drama-Serie für Lou Grant